# Trimma cana
Trimma cana és una espècie de peix de la família dels gòbids i de l'ordre dels perciformes.

## Morfologia
- Els mascles poden assolir 2,5 cm de longitud total.[3]

## Hàbitat
És un peix marí de clima tropical que viu fins als 9-30 m de fondària.

## Distribució geogràfica
Es troba a les Illes Filipines, les Illes Carolines, Fiji, les Illes Marshall i Palau.